# Xã Round Grove, Quận White, Indiana
Xã Round Grove (tiếng Anh: Round Grove Township) là một xã thuộc quận White, tiểu bang Indiana, Hoa Kỳ. Năm 2010, dân số của xã này là 259 người.